# Bảo tàng Brooklyn

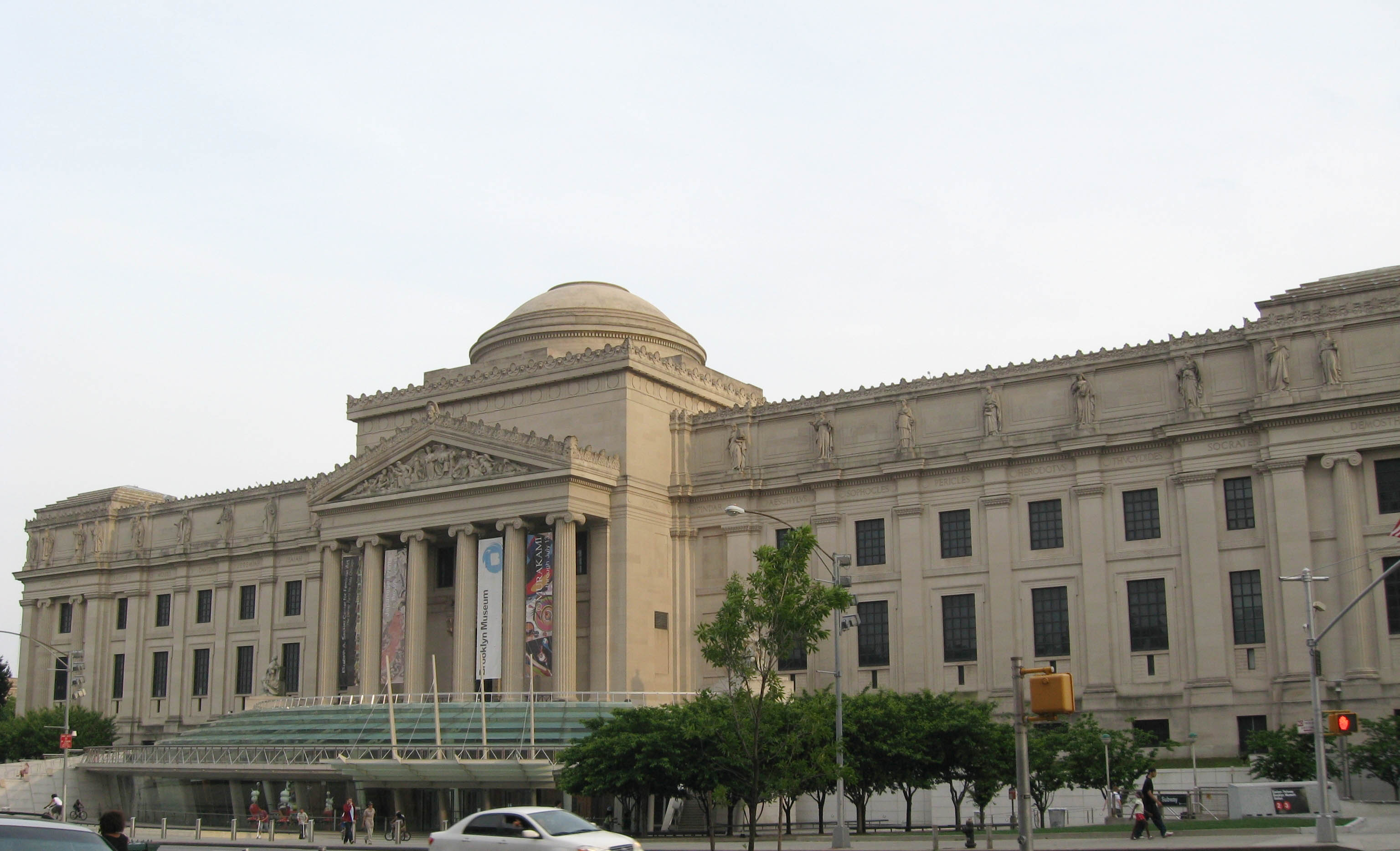
Viện bảo tàng Brooklyn

Bảo tàng Brooklyn là một bảo tàng nghệ thuật nằm tại thành phố New York, quận Brooklyn. Với diện tích hơn 52.000 m², bảo tàng Brooklyn đứng thứ 3 về kích thước tại New York và chứa hơn 1,5 triệu các tác phẩm nghệ thuật trên khắp châu Âu, châu Phi và châu Mỹ, kể cả nghệ thuật Nhật Bản và vùng Cận Đông. Bộ sưu tập nghệ thuật của bảo tàng đã khiến nó trở thành bảo tàng lớn thứ hai ở New York.

## Lịch sử
Bảo tàng Brooklyn được thiết kế và xây dựng vào năm 1895 bởi hai hãng xây dựng là McKim, Mead & White và Carlin. Bảo tàng được mở cửa chính thức vào năm 1897.
Giám đốc đầu tiên của bảo tàng Brooklyn, Franklin Hooper, phục vụ từ năm 1897 đến năm 1914. Thomas Scharman Buechner, giữ vai trò giám đốc vào năm 1960, là một trong những vị giám đốc bảo tàng trẻ nhất trong cả nước lúc bấy giờ. Giám đốc đương nhiệm của bảo tàng hiện nay là Anne Pasternak; bà đảm nhận vị trí này vào ngày 1 tháng 9 năm 2015.
Năm 2005, bảo tàng nằm trong số 406 tổ chức dịch vụ xã hội và nghệ thuật của thành phố New York được nhận một khoản tài trợ với số tiền 20 triệu đô la từ Liên đoàn Carnegie và sự đóng góp của thị trưởng Michael Bloomberg.

## Hình ảnh

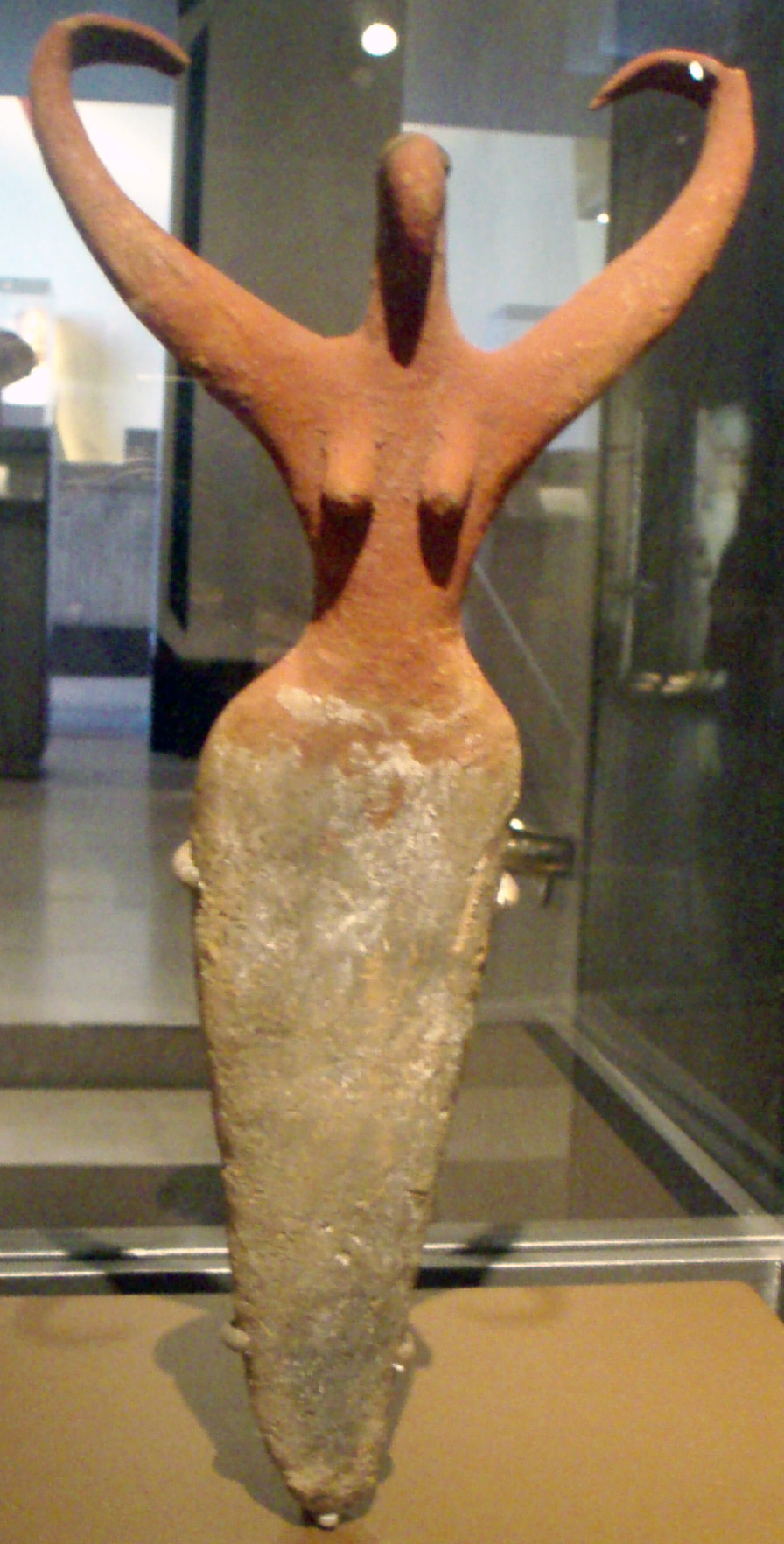
Tượng "Điêu nữ" (thời tiền sử Ai Cập)
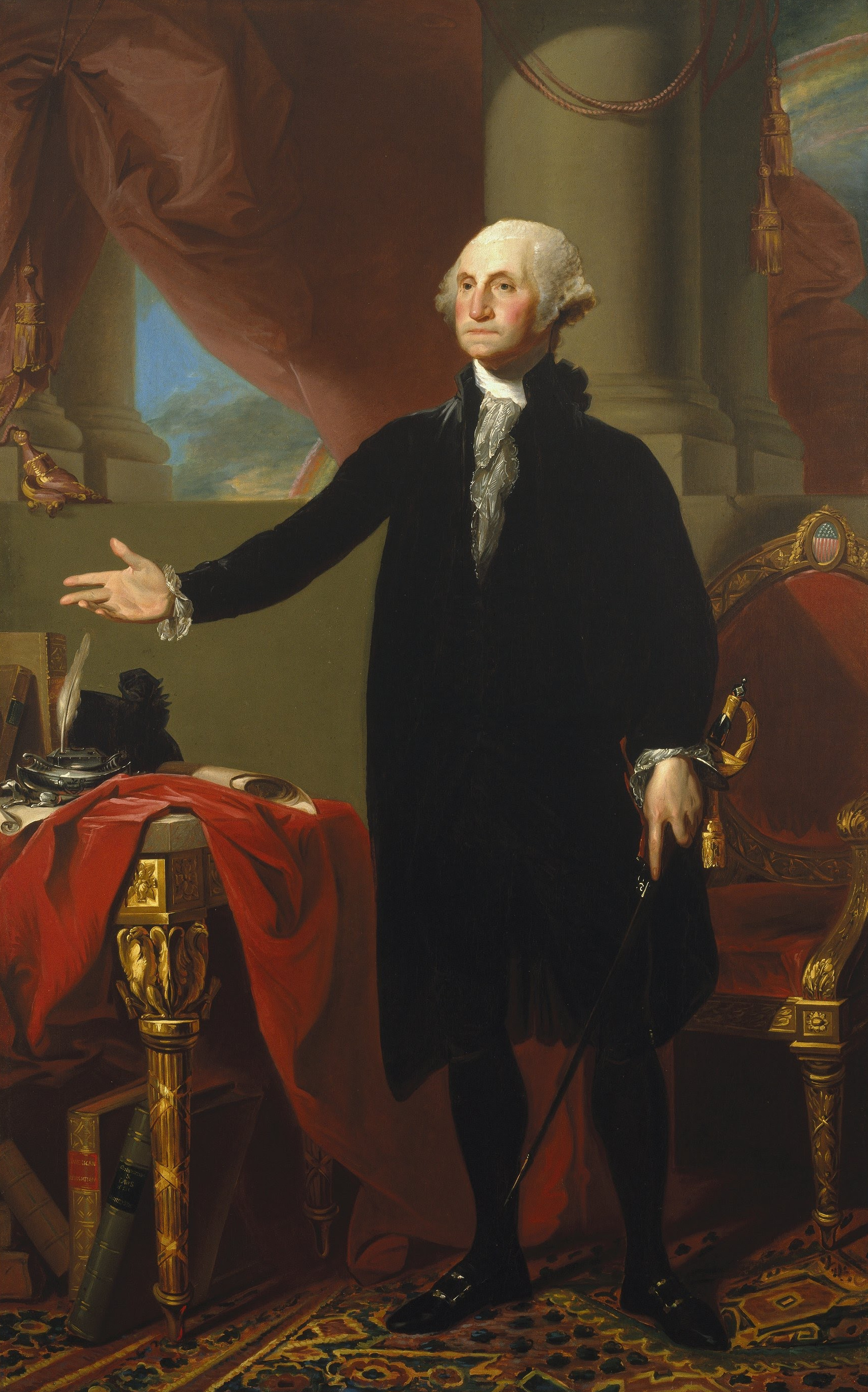
Chân dung của George Washington (Gilbert Stuart)
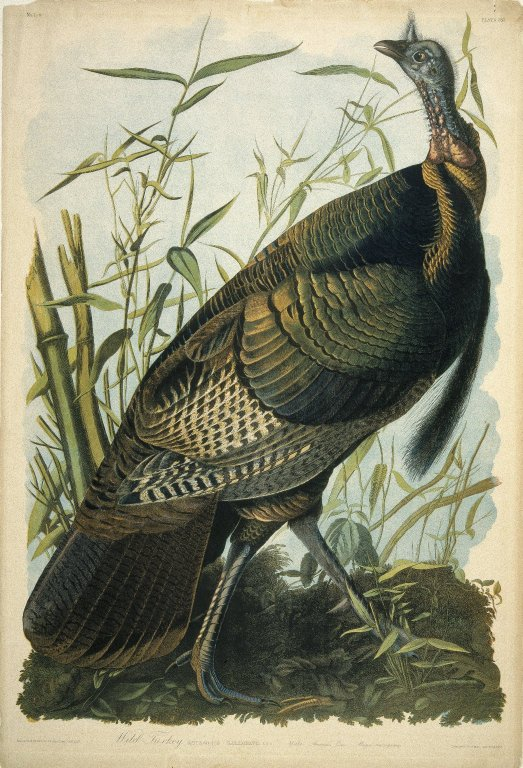
Gà tây rừng (John J. Audubon)
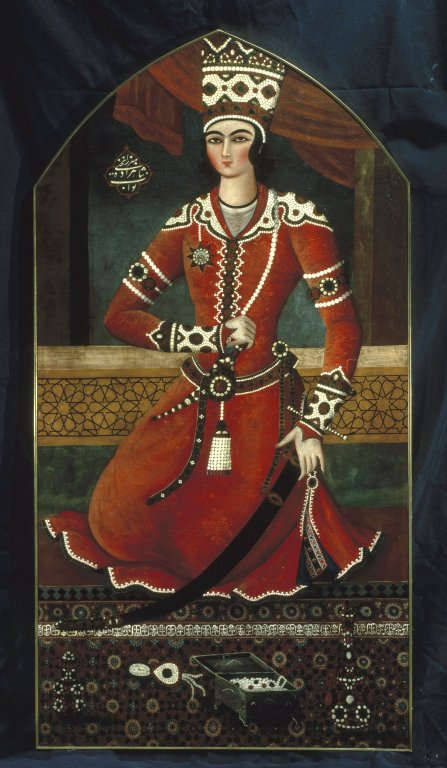
Hoàng tử Yahya (Muhammad Hasan)
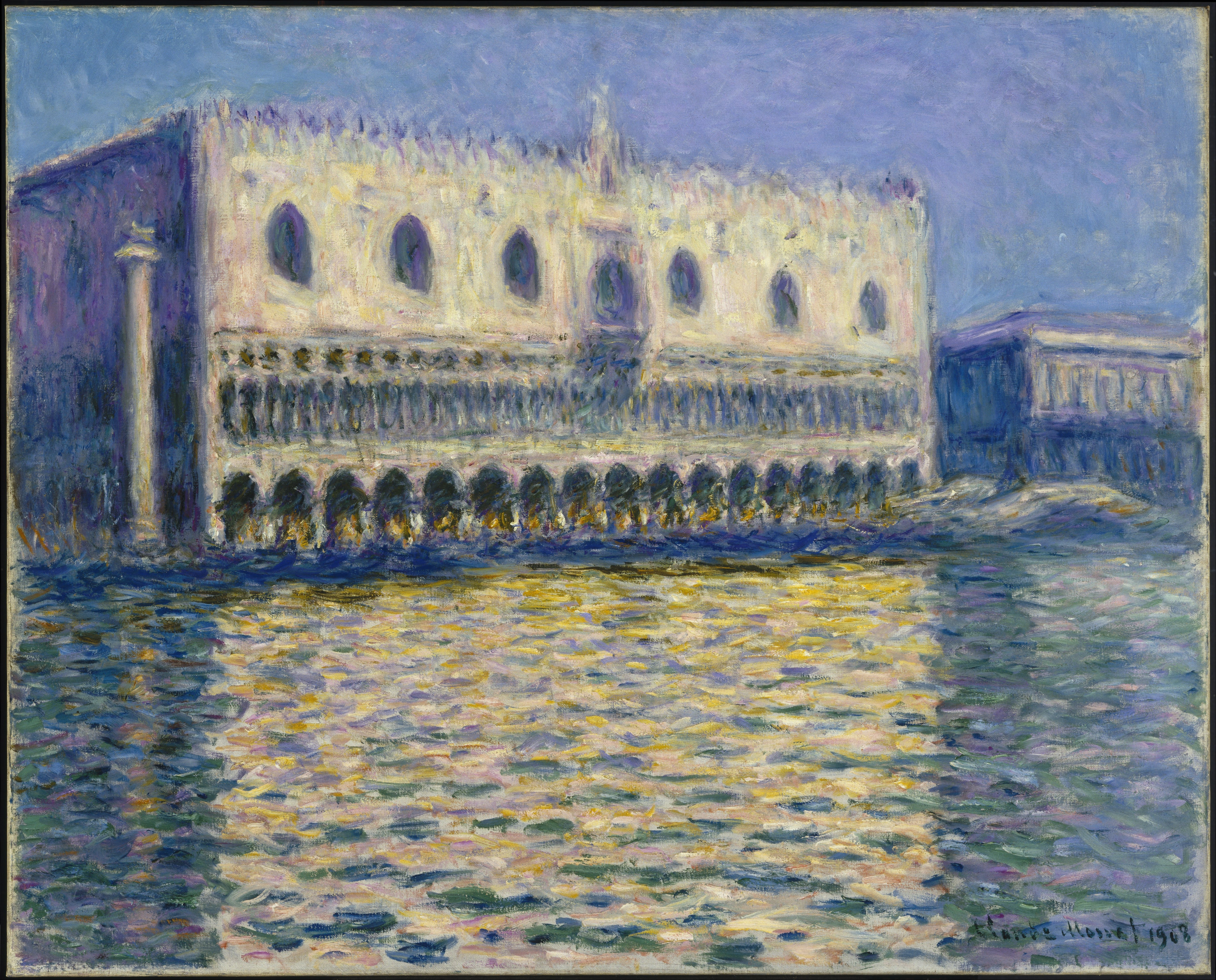
Cung điện của Doge (Claude Monet)
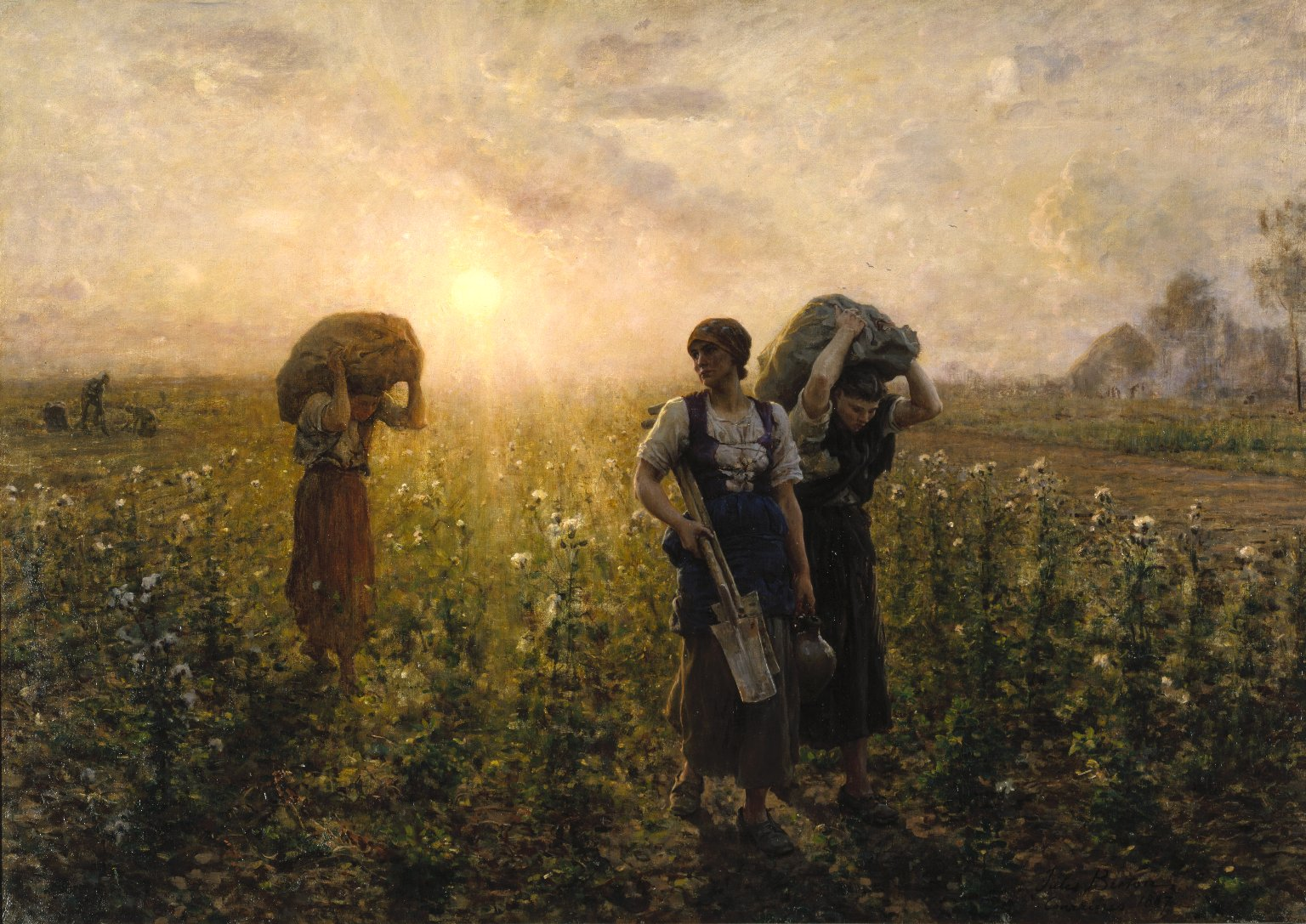
Kết thúc một ngày làm việc (Jules Breton)
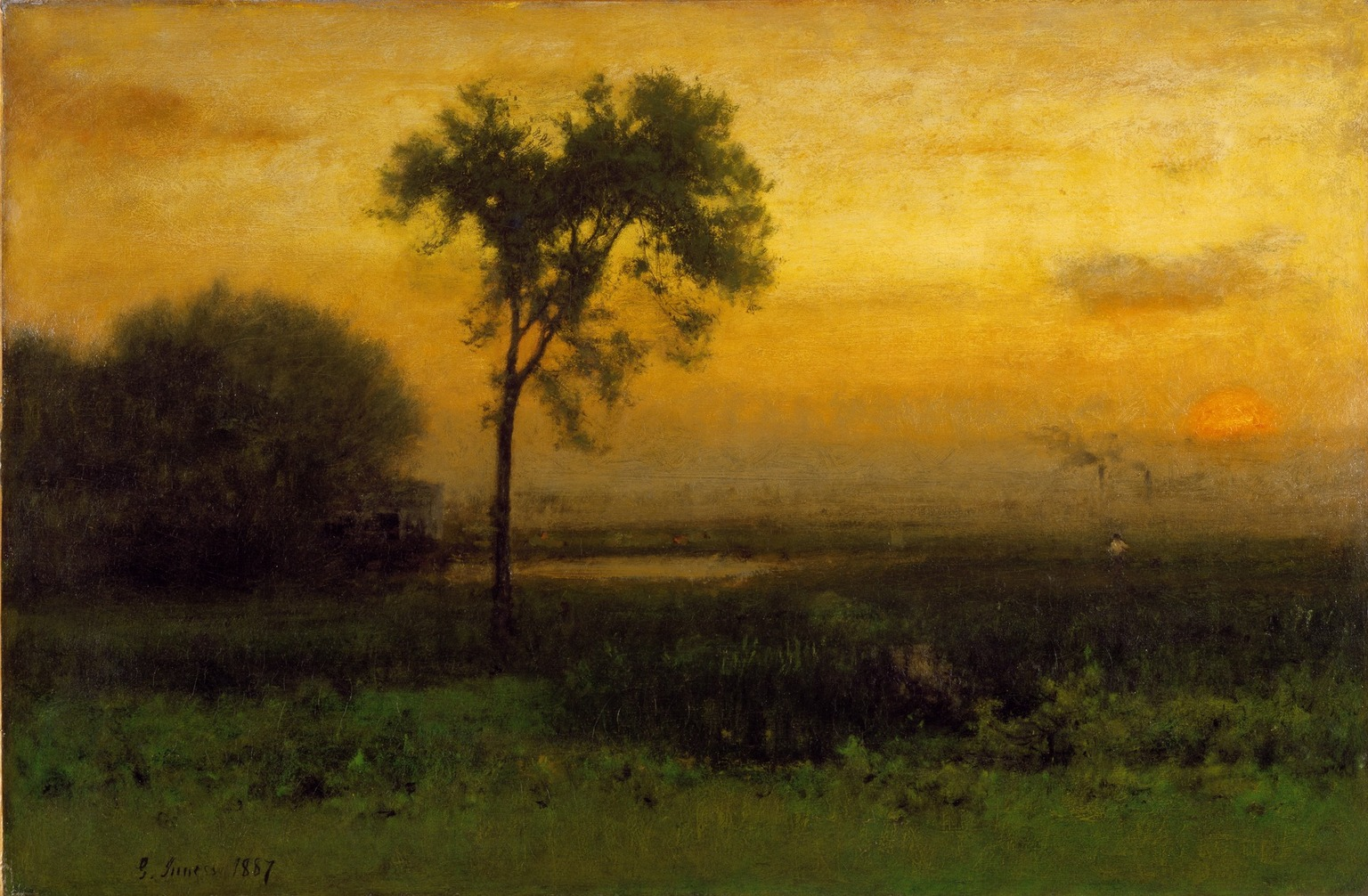
Hoàng hôn (George Inness)
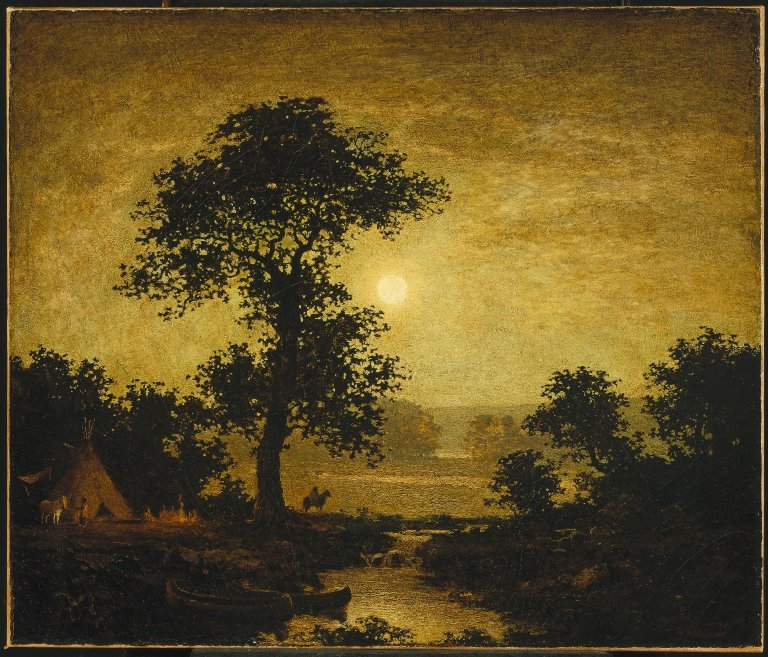
Ánh trăng (Ralph Albert Blakelock)